# Bovijoppa similis
Bovijoppa similis är en stekelart som beskrevs av Heinrich 1965. Bovijoppa similis ingår i släktet Bovijoppa och familjen brokparasitsteklar. Inga underarter finns listade.